# Carinerland
Carinerland är en kommun i Landkreis Rostock i förbundslandet Mecklenburg-Vorpommern i Tyskland.
Kommunen bildades 15 mars 2004 genom en sammanslagning av de tidigare kommunerna Kamin, Karin, Krempin och Ravensberg.
Kommunen ingår i kommunalförbundet Amt Neubukow-Salzhaff tillsammans med kommunerna Alt Bukow, Am Salzhaff, Bastorf, Biendorf och Rerik.